# Gemma O’Connor
Gemma O’Connor (geboren 1940 in Dublin) ist eine irische Schriftstellerin.
O’Connor wurde 1940 in Dublin geboren und wuchs in Irland und Frankreich auf. Nach Tätigkeiten als Buchbinderin und -restauratorin sowie als Herausgeberin begann sie zu schreiben, u. a. über Frauen in den Leben von Joyce und Swift, bevor sie ab Mitte der 1990er-Jahre als Autorin von Soft-Thrillern und Kriminalromanen bekannt wurde. Das wiederkehrende, grundlegende und betonte Motiv O’Connors in ihren Romanen ist die Nachwirkung bzw. der lebensbestimmende Einfluss ungeklärter oder verdrängter Ereignisse der Vergangenheit in der Gegenwart.
Zusammen mit ihrem Mann lebt O’Connor in einem Cottage bei Oxford. Ihr Werk wurde von Inge Leipold ins Deutsche übertragen und überwiegend vom Piper Verlag veröffentlicht.

## Werke auf Deutsch
Antiquarin Grace Hartfield
- Tödliche Lügen. Psychothriller, OT: Sins of Omission, Piper, München und Zürich 1996, ISBN 3-492-25658-9
- Fallende Schatten. Psychothriller, OT: Falls the Shadow, Piper 1997, ISBN 3-492-25659-7
- Wer aber vergißt, was geschah. Psychothriller, OT: Farewell to the Flesh, Piper 1999, ISBN 3-492-25689-9

Polizistin Juliet Furbo
- Zeit des Vergebens. Roman, OT: Time to Remember, Kabel, München 1999, ISBN 3-8225-0511-0

Dorf Passage South
- Die Frau auf dem Wasser. Roman, OT: Walking on Water, Kabel, München 2001, ISBN 3-8225-0562-5
- Der irische Inspektor. Roman, OT: Following the Wake, Piper 2003, ISBN 3-492-27055-7